# Ministerstwo Gospodarki (Białoruś)
Ministerstwo Gospodarki Republiki Białorusi (biał. Міністэрства эканомікі Рэспублікі Беларусь; ros. Министерство экономики Республики Беларусь) – białoruski organ administracji państwowej odpowiedzialny za politykę gospodarczą.

## Zadania ministerstwa
Do głównych zadań ministerstwa należy prowadzenie polityki państwa w dziedzinach analizy i prognozowania rozwoju społeczno-gospodarczego, kształtowania i wdrażania polityki gospodarczej, polityki inwestycyjnej, zapewnianie rozwoju biznesu oraz kwestie upadłości podmiotów gospodarczych.

## Historia
Ministerstwo swoje tradycje wywodzi z Państwowej Komisji Planowania Białoruskiej Socjalistycznej Republiki Radzieckiej i Państwowej Komisji Planowania Gospodarczego Białoruskiej SRR. Ministerstwo Gospodarki Republiki Białorusi powstało w kwietniu 1994.

### Ministrowie gospodarki Białorusi
nazwiska podano w transkrypcji z języka białoruskiego
- Siarhiej Linh (1994–1995)
- Hieorhij Badziej (1995–1996)
- Uładzimir Szymau (1996–2002)
- Andriej Kobiakow (2002–2003)
- Mikałaj Zajczanka (2003–2009)
- Mikałaj Snapkou (2009–2014)
- Uładzimir Zinouski (2014–2018)
- Dzmitryj Krutoj (2018–2019)[2]
- Alaksandr Czarwiakou (2020–2023)[3]
- Juryj Czabatar (od 2024)[4].

## Obecne kierownictwo
nazwiska podano w transkrypcji z języka białoruskiego; stan na 8 kwietnia 2024
- Juryj Czabatar – minister gospodarki
- Andrei Kartun – pierwszy wiceminister gospodarki
- Alesia Abramenka – wiceminister gospodarki
- Taciana Brancewicz – wiceminister gospodarki
- Uładzimir Nawumowicz – wiceminister gospodarki
- Maryja Mażynskaja – wiceminister gospodarki
- Alena Prudnikawa-Kirpiczonak – kierownik Głównego Zakładu Matodologii i Koordynacji Programów Państwowych[1]